# Internationale Fechtmeisterschaften 1921
Die Internationalen Fechtmeisterschaften 1921 waren die erste Austragung der heute als Weltmeisterschaft anerkannten Wettbewerbe im Fechten und fanden in der französischen Hauptstadt Paris statt. Das von der Fédération Internationale d’Escrime organisierte Turnier wurde offiziell als Europameisterschaft ausgetragen, jedoch waren auch Fechter aus nichteuropäischen Staaten zugelassen. 1937 wurden die Veranstaltungen offiziell in Weltmeisterschaft umbenannt, die Internationalen Fechtmeisterschaften 1921 wurden rückwirkend als erste Weltmeisterschaft anerkannt.

## Resultate der Männer

### Degen, Einzel
| Platz | Land        | Sportler               |
| ----- | ----------- | ---------------------- |
| 1     | Frankreich  | Lucien Gaudin          |
| 2     | Frankreich  | Gaston Cornereau       |
| 3     | Niederlande | Henri Wijnoldy-Daniëls |

## Medaillenspiegel
| Platz | Land        | Gold | Silber | Bronze | Gesamt |
| ----- | ----------- | ---- | ------ | ------ | ------ |
| 1     | Frankreich  | 1    | 1      | 0      | 2      |
| 2     | Niederlande | 0    | 0      | 1      | 1      |